# Jens Martin Knudsen
Jens Martin Knudsen (12. října 1930 Haurum – 17. února 2005 Kodaň) byl dánský astrofyzik. Byl autorem nebo spoluautorem více než 100 vědeckých článků a dlouhou dobu poradce NASA.

## Život
Původně byl učitelem ve škole a roku 1962 ukončil studium fyziky a matematiky na univerzitě v Kodani. V letech 1970 až 1973 pracoval pro UNESCO jako učitel matematiky v Brazílii a Turecku. V pozdějších letech se stal známý jako Marsmanden (Marťan), díky svému nadšení pro mise na planetu Mars. Roku 2002 obdržel čestnou profesuru na univerzitě v Aarhusu. Stal se také emeritním profesorem na Niels Bohr Institute v Kodani.
Roku 2003 napsal Jens Kerte Knudsenovu biografii nazvanou Mars og Marsmanden.